# Robert Fitzroy
Viceadmiral Robert FitzRoy, član kraljeve družbe (* 5. julij 1805 - † 30. april 1865) je bil angleški častnik kraljeve mornarice in znanstvenik. Trajno slavo je dosegel kot kapitan HMS ''Beagle'' med slavnim potovanjem Charlesa Darwina, FitzRoyevo drugo ekspedicijo na Ognjeno zemljo in južni stožec Južne Amerike.
FitzRoy je bil pionirski meteorolog, ki je izdeloval natančne dnevne vremenske napovedi, ki jih je imenoval z novim imenom lastnega izuma: napovedi. Leta 1854 je ustanovil tisto, kar se bo kasneje imenovalo Met Office in ustvaril sisteme, ki bodo mornarjem in ribičem zagotavljali vremenske informacije zaradi njihove varnosti. Bil je sposoben geodet in hidrograf. Kot guverner Nove Zelandije, kjer je služboval od 1843 do 1845, je skušal Maore zaščititi pred nezakonito prodajo zemlje, ki so jo zahtevali britanski naseljenci.

## Zgodnje življenje in kariera
Robert FitzRoy se je rodil v Ampton Hall, Ampton, Suffolk v Angliji, v zgornjih slojih britanske aristokracije in tradicije javnih služb. Po očetu, generalu, lordu Charlesu FitzRoyu, je bil Robert četrti pravnuk angleškega Karla II.; njegov dedek po očetovi strani je bil Augustus Henry FitzRoy, 3. vojvoda Grafton. Njegova mati lady Frances Stewart je bila hči prvega markiza Londonderryja in polsestra vikonta Castlereagha, ki je postal zunanji minister. Od četrtega leta je Robert FitzRoy živel z družino v Wakefield Lodgeu, njihovem paladijevskem dvorcu v Northamptonshiru.
Robertov polbrat sir Charles FitzRoy je kasneje služboval kot guverner Novega Južnega Walesa, guverner otoka princa Edwarda in guverner Antigve.
Februarja 1818 je FitzRoy pri 12 letih vstopil v Royal Naval College v Portsmouthu, v naslednjem letu pa v Royal Navy. Pri 14 letih se je kot prostovoljen študent vkrcal na fregato HMS Owen Glendower, ki je sredi leta 1820 odplula v Južno Ameriko in se vrnila januarja 1822. Medtem ko je bil na plovilu, je napredoval v mornariškega kadeta, nato pa je služil kot tak na HMS Hind.
Izobraževanje je končal z odliko in 7. septembra 1824 napredoval v poročnika, potem ko je izpit opravil s 'polnimi točkami' (100 %), prvi, ki je dosegel ta rezultat. Po službovanju v HMS Thetis je bil leta 1828 imenovan za poročnika kontraadmirala sira Roberta Wallerja Otwaya, vrhovnega poveljnika južnoameriške postaje na krovu HMS Ganges.
Takrat je Beagle pod vodstvom kapitana Pringle Stokesa izvajal hidrografsko raziskavo Ognjene zemlje pod vodstvom poveljnika kapetana Phillipa Parkerja Kinga v HMS Adventure. Pringle Stokes je postal hudo depresiven in se usodno ustrelil. Pod poročnikom Skyringom je ladja odplula v Rio de Janeiro, kjer je Otway 15. decembra 1828 imenoval FitzRoya za (začasnega) kapetana Beagle. Z vrnitvijo ladje v Anglijo 14. oktobra 1830 je FitzRoy zasnoval svoj ugled geodeta in poveljnika. .
Med raziskavo so nekateri njegovi možje kampirali na kopnem, ko je skupina domorodcev Fuegianov odplula z njihovim čolnom. Njegova ladja je preganjala in po prerivanju so bile družine krivcev na krovu pripeljane kot talci. Sčasoma je FitzRoy obdržal dva fanta, deklico in dva moška (en moški je pobegnil.) Ker jih ni bilo mogoče spraviti na kopno, se je odločil 'civilizirati divjake' in jih naučiti »angleščine ... bolj jasne resnice krščanstva. .. in uporabo običajnih orodij« preden jih vrne kot misijonarje.
Mornarji so jim dali imena: deklici so rekli Fuegia Basket (tako so jo poimenovali, ker je bila zamenjava za ukradeni čoln improvizirani coracle, ki je spominjal na košaro), mlajši deček Jemmy Button (FitzRoy naj bi ga 'kupil' z velikim bisernim gumbom), moški York Minster (po tako imenovani veliki skali, v bližini katere je bil ujet). Drugega, starejšega, fanta je poimenoval Boat Memory. FitzRoy je štiri z ladjo pripeljal nazaj v Anglijo. Boat Memory je umrl po cepljenju proti črnim kozam. Za ostale je skrbel in jih učil pripravnik misijonar Richard Matthews; veljali so za dovolj civilizirane, da so jih poleti 1831 predstavili na dvoru kralju Viljemu IV. in kraljici Adelaidi.

## Drugo potovanje HMSBeagle
V začetku maja 1831 je FitzRoy na splošnih volitvah kandidiral kot torijec za Ipswich, vendar je bil poražen. Zdi se mu, da upanje, da bo dobil novo napotitev in organiziral misijonarski projekt na Ognjeni zemlji, ni uspelo. Dogovarjal se je o zakupu ladje na lastne stroške, da vrne Fuegiance z Matthewsom, ko sta njegov prijatelj Francis Beaufort, hidrograf v britanski admiraliteti in njegov 'prijazni stric', vojvoda Grafton, posredovala v njegovem imenu pri Admiralteti. 25. junija 1831 je bil FitzRoy ponovno imenovan za poveljnika Beagle. Pri opremi ladje ni hranil pri stroških.
Zavedal se je stresne osamljenosti poveljevanja. Vedel je za samomore kapetana Stokesa in njegovega strica vikonta Castlereagha, ki si je leta 1822 prerezal grlo, ko je bil v vladni službi. FitzRoy se je avgusta 1831 pogovarjal z Beaufortom in ga prosil, naj poišče primernega gospodskega spremljevalca za potovanje. Tak spremljevalec bi moral deliti svoj znanstveni okus, dobro izkoristiti priložnosti odprave za raziskovanje naravne zgodovine, obedovati z njim kot enakovreden in zagotoviti videz običajnega človeškega prijateljstva. Ko so tisti prvi Beauforta (vključno s profesorjem J. S. Henslowom z Univerze v Cambridgeu) zavrnili, je FitzRoy za to mesto na koncu odobril Charlesa Darwina. Preden so zapustili Anglijo, je FitzRoy Darwinu dal izvod prvega zvezka Načela geologije Charlesa Lyella, knjige, ki jo je kapitan prebral in je razložila zemeljske značilnosti kot rezultat postopnega procesa, ki je potekal v izjemno dolgih obdobjih. FitzRoy je od Lyella zahteval snemanje opazovanj o geoloških značilnostih, kot so eratični bloki ali balvani.
FitzRoy in Darwin sta se dobro razumela, toda med petletno raziskovalno plovbo je prišlo do neizogibnih napetosti. Kapitan je bil silovite narave, njegovi izpadi so mu prinesli vzdevek Vroča kava , zaradi česar sta se včasih prepirala 'na meji z norostjo', kot se je kasneje spominjal Darwin. Ob nepozabni priložnosti marca 1832 v Bahii v Braziliji je bil Darwin zgrožen nad zgodbami o ravnanju s sužnji. FitzRoy, čeprav ni podpiral brutalnosti, je pripovedoval, kako je lastnik estancie nekoč vprašal svoje sužnje, če želijo biti svobodni in jim je rekel, da ne. Darwin je FitzRoya vprašal ali misli, da bi sužnji lahko na takšno vprašanje iskreno odgovorili, ko ga je postavil njihov gospodar, na čemer je kapitan izgubil živce in pred nevihto rekel Darwinu, da če dvomi o njegovi besedi, ne moreta več živeti skupaj; dejansko je pregnal Darwina od svoje mize. Pred nočjo se je FitzRoy pomiril in poslal je opravičilo s prošnjo, naj Darwin »še naprej živi z njim«. Teme suženjstva sta se od takrat izogibala. Noben njun prepir ni bil zaradi verskih ali doktrinarnih vprašanj; do takšnih nesoglasij je prišlo po plovbi.
Na otoku Buttons Land na Tierra del Fuego so postavili misijonsko postajo, a ko so se čez devet dni vrnili, je bila posest izropana. Matthews je odnehal in se spet pridružil ladji. Zapustil je tri 'zahodnjaške' Fuegiance, da so nadaljevali misijonsko delo.
Medtem ko je bil na Falklandskih otokih, je FitzRoy iz lastnih sredstev kupil škuner za pomoč pri geodetskih nalogah, ki jih je moral opraviti. Preuredil jo je in preimenoval v Adventure, v upanju, da mu bo stroške povrnila Admiraliteta. Vrnili so se na mesto misijona, vendar so našli le Jemmyja Buttona. Vrnil se je na domače poti in zavrnil ponudbo, da bi šel z njimi nazaj v Anglijo.
Leta 1834 je v Valparaisu, medtem ko je bil Darwin odsoten z ladje, ko je raziskoval Ande, je Admiraliteta očitala FitzRoyu, da je kupil Adventure. Kritiko je sprejel slabo, prodal škuner in sporočil, da se bodo vrnili na ponovno preverjanje njegove raziskave, nato pa odstopil s poveljstva z dvomi v svojo razumnost. Ladijski častniki so ga prepričali, naj umakne odstop in nadaljuje po načrtih, ko se bo Darwin vrnil na ladjo. FitzRoy je nadaljeval potovanje in odplul proti Galapaškim otokom, Tahitiju, Novi Zelandiji, Avstraliji in Južni Afriki. Na povratno plovbo se je odpeljal do Bahije v Braziliji, da je lahko opravil dodatni pregled, in zagotovil natančnost meritev dolžine pred vrnitvijo v Anglijo.

## Vrnitev s potovanja
Kmalu po vrnitvi Beagle 2. oktobra 1836 se je FitzRoy poročil z Mary Henrietto O'Brien, mlado žensko, s katero je bil že dolgo zaročen. Darwin je bil presenečen, saj v vseh petih letih potovanja FitzRoy niti enkrat ni govoril o zaročenosti.
Kraljevo geografsko društvo je leta 1837 FitzRoyu podelilo zlato medaljo. Izvlečki iz njegovega dnevnika, prebranega društvu 8. maja 1837, so vključevali opažanje:
»Ali ni izredno, da večji del teh ravnic sestavljajo morski, zaobljeni, prodniki in naplavine? Kako obsežna in izjemno dolga so morala biti dejanja teh voda, ki so zgladila prodnike, pokopane v puščavah Patagonije!«
FitzRoy je napisal svoj opis potovanja, vključno z urejanjem zapiskov prejšnjega kapitana Beagle. Izšla je maja 1839 kot Pripoved o geodetskih potovanjih H.M.S. Adventure and Beagle, v štirih zvezkih, vključno z Darwinovim Journal and Remarks, 1832–1836, kot tretji zvezek. FitzRoyjevo poročilo je del Remarks with reference to the Deluge, v katerem priznava, da je, ko je prebral dela »geologov, ki nasprotujejo, implicitno, če ne povsem preprosto, verodostojnost Svetega pisma« in »medtem ko so ga vodile dvomljive ideje«, je prijatelju pripomnil, da prostrane ravnice usedlin, ki so jih prečkali, »nikoli ne bi mogle povzročiti poplave v štiridesetih dneh«. Zapisal je, da je bil v svojem »razmišljanju in nepoznavanju svetih spisov« pripravljen ne verjeti biblijskemu poročilu. Zaskrbljen, da bi takšne ideje lahko »prišle v oči mladih mornarjev«, podrobno razloži svojo ponovno zavzetost za dobesedno branje Biblije z argumenti, da so kamnite plasti visoko v gorah, ki vsebujejo morske školjke, dokaz Noetove poplave in da se šest dni ustvarjanja ne bi moglo podaljšati čez eone, ker bi trava, zelišča in drevesa med dolgimi nočmi zamrli.
R. D. Keynes v svojem uvodu v izdajo Darwinovega dnevnika iz leta 2001 nakazuje, da je FitzRoy doživel versko spreobrnitev. Ločil se je od novih idej Charlesa Lyella, ki jih je sprejel med plovbo in od Darwinovega poročila, ki je te ideje zajelo. Pod vplivom svoje zelo verne žene je zatrdil novo zavezanost doktrini uveljavljene anglikanske cerkve.
Leta 1841 je bil FitzRoy izvoljen za torijskega poslanca v Durhamu. Leta 1842 je bil imenovan za vršilca dolžnosti konservatorja reke Mersey.

## Guverner Nove Zelandije
Prvi guverner Nove Zelandije, kapitan William Hobson, R. N., je umrl konec leta 1842. Cerkveno misijonsko društvo, ki je bilo močno prisotno na Novi Zelandiji, je FitzRoya predlagalo za njegovega naslednika in vlada ga je imenovala. Nove naloge se je lotil decembra 1843. Na poti na Novo Zelandijo je spoznal Williama Johna Warburtona Hamiltona in ga postavil za svojega zasebnega tajnika.
Njegova navodila so bila, da vzdržuje red in varuje Maore, hkrati pa poteši lakoto naseljencev, ki so se stekali v državo. Dobil je zelo malo vojaških virov. Državni prihodki, predvsem od carin, so bili zelo neprimerni za njegove odgovornosti.
Ena njegovih prvih nalog je bila raziskati okoliščine, povezane z Wairau Affray - masakrom, v katerem je prišlo do nasilnega konflikta med naseljenci in Maori. Ugotovil je, da so bila dejanja kolonistov nezakonita in ni hotel ukrepati proti Te Rauparahi. Ni imel vojakov, ki bi se z njim srečali pod enakimi pogoji. Toda novozelandska družba in naseljenci so se počutili izdane in jezne. Za to območje je imenoval vladnega nadzornika, da vzpostavi vladajočo prisotnost. Fitzroy je tudi vztrajal, da mora novozelandsko podjetje Māorom plačati realno ceno za zemljišče, za katero so trdili, da ga je kupilo. Zaradi teh potez je bil zelo nepriljubljen.
Prodaja zemljišč je bila še naprej nadležna tema. Naseljenci so želeli kupiti zemljo in nekateri Maori so bili pripravljeni prodati, toda v skladu z določbami sporazuma iz Waitangija je prodaja zemljišč zahtevala vlado kot posrednika in je bila zato zelo počasna. FitzRoy je spremenil pravila, da je naseljencem omogočil neposreden nakup zemljišča od Māorov ob upoštevanju dajatve deset šilingov na hektar. Toda prodaja zemljišč se je izkazala za počasnejšo od pričakovane.
Da bi pokril finančni primanjkljaj, je FitzRoy zvišal carine, nato pa jih nadomestil z davki na premoženje in dohodek. Vse te smotrnosti so propadle. Kmalu je bila kolonija pred bankrotom in FitzRoy je bil prisiljen začeti izdajati zadolžnice, papirnati denar brez kritja.
Medtem so se Maori na skrajnem severu okoli Bay of Islands, ki so prvi podpisali Waitangijski sporazum, počutili vedno bolj odrinjeni in nezadovoljni s spremembami, ki so se zgodile na Novi Zelandiji. Da bi opozoril na svoje nezadovoljstvo, je Hone Heke na Kororareki posekal drog za zastavo. Namesto da bi rešil težave, je FitzRoy dal postaviti novega. Hone Heke ga je spet posekal, skupaj štirikrat; ob četrtem se je začela prva novozelandska vojna, ki so jo včasih imenovali tudi vojna za drog zastave ali Severna vojna.
FitzRoy je hitro ugotovil, da nima dovolj sredstev za hiter konec vojne. Tiskovni predstavniki novozelandske družbe so bili aktivni že v Združenem kraljestvu in lobirali proti guvernerstvu FitzRoyja, ki so ga v zelo slabi luči predstavili v spodnjem domu parlamenta. Posledično so ga kmalu zatem odpoklicali in zamenjali z Georgeom Grayjem, takrat guvernerjem Južne Avstralije. Gray je dobil podporo in finančno podporo, ki jo je FitzRoy potreboval, vendar je bil zavrnjen.

## Poznejše življenje in vpliv na meteorologijo
FitzRoy se je septembra 1848 vrnil v Veliko Britanijo in postal nadzornik kraljevih pomorskih ladjedelnic v Woolwichu. Marca 1849 je dobil zadnje poveljstvo na morju, fregato HMS Arrogant.
Leta 1850 se je FitzRoy upokojil iz aktivne službe, deloma zaradi slabega zdravja. Naslednje leto, leta 1851, je bil izvoljen v kraljevo družbo s podporo 13 članov, vključno s Charlesom Darwinom.
Leta 1854 je bil FitzRoy na priporočilo predsednika kraljeve družbe imenovan za načelnika novega oddelka, ki se bo ukvarjal z zbiranjem vremenskih podatkov na morju. Njegov naslov je bil Meteorološki statistik za trgovinski odbor in imel je tri zaposlene. To je bila predhodnica sodobnega meteorološkega urada. Dogovoril se je, da kapitani ladij posredujejo informacije, v ta namen pa se posodijo preizkušeni instrumenti in za izračun zbranih podatkov.
FitzRoy je kmalu začel delati na strategijah za širše dostopnost vremenskih informacij zaradi varnosti ladijskega prometa in ribičev. Vodil je načrtovanje in distribucijo vrste barometra, ki je bil po njegovem priporočilu pritrjen v vsakem pristanišču, da je bil posadkam na voljo za posvetovanje pred odhodom na morje. Kamnita ohišja takšnih barometrov so še vedno vidna v številnih ribiških pristaniščih. Pripisali so mu izum več različnih vrst barometrov. Ti so postali priljubljeni in proizvodnja se je nadaljevala še v 20. stoletju, značilno pa so bile vgravirane z Admiral FitzRoy's special remarks o interpretaciji, kot so: »Ko se dviga: pozimi vzpon barometra napoveduje zmrza«.
Nevihta leta 1859, ki je povzročila izgubo ladje Royal Charter, je FitzRoya navdihnila, da je razvil karte, ki so omogočale napovedi, v katerih je skoval izraz vremenska napoved. Ustanovljenih je bilo petnajst kopenskih postaj, ki so mu z novim telegrafom pošiljale dnevna poročila o vremenu ob določenih urah. Prve dnevne vremenske napovedi so bile objavljene v časopisu The Times leta 1861. Neurje leta 1859 je povzročilo, da je Crown številnim majhnim ribiškim skupnostim okoli Britanskega otočja razdelil nevihtno steklo ali kemično vremensko steklo, takrat znano kot FitzRoy-jevi nevihtni barometri, instrument, ki je bil predlagan kot metoda za napovedovanje vremena.
Leta 1860 je FitzRoy uvedel sistem dvigovanja stožcev za opozarjanje na nevihte v glavnih pristaniščih, ko se je pričakovala nevihta. Pod temi pogoji je flotam ukazal, naj ostanejo v pristanišču. Weather Book, ki jo je izdal leta 1863, je bila daleč pred tedanjim znanstvenim mnenjem. Kraljica Viktorija je nekoč poslala glasnike v FitzRoyjev dom, in zahtevali vremensko napoved za prehod, ki ga je nameravala narediti do otoka Isle of Wight.
Številni lastniki ribiške flote so nasprotovali objavi opozoril o nevihti, ki so zahtevala, da flote ne zapustijo pristanišč. Pod tem pritiskom je bil FitzRoyev sistem za kratek čas po njegovi smrti opuščen. Lastniki ribiške flote so računali brez pritiska ribičev, za katere je bil FitzRoy junak, ki je rešil številna življenja. Sistem je bil leta 1874 obnovljen v poenostavljeni obliki.
Ko je bil 24. novembra 1859 objavljen The Origin of Species (O nastanku vrst ali natančneje O izvoru vrst s pomočjo naravne selekcije ali ohranjanju favoriziranih ras v boju za življenje), je bil FitzRoy zgrožen in očitno se je počutil krivega za svoj del pri razvoju teorije. 30. junija 1860 je bil v Oxfordu, kjer je predstavil članek o nevihtah, in se je udeležil sestanka Britanskega združenja za napredek znanosti, na katerem je Samuel Wilberforce napadel Darwinovo teorijo. Med razpravo je FitzRoy, ki je bil videti kot »ostareli gospod z rimskim nosom«, stal v središču občinstva in »dvignil neizmerno Biblijo najprej z obema, nato pa z eno roko nad glavo, slovesno prosil občinstvo, naj raje verjame v Boga kot človek«. Ko je priznal, da mu je O nastanku vrst povzročila »najhujšo bolečino«, ga je množica izžvižgala.
FitzRoy je lunarno vremensko napovedno metodo poročnika Stephena Martina Saxbyja razkril kot psevdoznanost. Saxby je poskušal nasprotovati argumentom FitzRoya v drugi izdaji svoje knjige Saxby Weather System (1864).

### Smrt in zapuščina
FitzRoy je bil leta 1857 povišan v kontraadmirala na rezervnem seznamu, leta 1863 pa je postal viceadmiral. V prihodnjih letih so notranje in zunanje težave v meteorološkem uradu, finančni pomisleki in slabo zdravstveno stanje ter njegov boj z depresijo terjali svoj davek. 30. aprila 1865 je viceadmiral FitzRoy umrl zaradi samomora , tako da si je z britvico prerezal grlo. FitzRoy je umrl, ko je porabil celotno bogastvo (6000 funtov, kar je danes 400 000 funtov) za javne izdatke.
Ko je to prišlo na dan, je njegov prijatelj in kolega Bartholomew Sulivan ustanovil Admiral FitzRoy Testimonial Fund, da bi preprečil, da bi njegova žena in hči živeli v stiski , (Charles Darwin je prispeval 100 funtov) . Kraljica Viktorija je posebno uslugo omogočila njegovi vdovi in hčeri, da sta lahko uporabljali milost in ugodnost stanovanja v palači Hampton Court.
FitzRoy je pokopan na dvorišču cerkve Vseh svetih v Upper Norwoodu v južnem Londonu. Meteorološki urad je njegov spomenik leta 1981 obnovil.
Publikacije FitzRoya, ki so izhajale iz odprave, so bile glavna referenčna točka za čilske raziskovalce zahodne Patagonije v 19. stoletju. FitzRoyeva knjiga Sailing Directions for South America je vodila hidrografa čilske mornarice Francisca Hudsona, da je v 1850-ih preiskal možen obstoj jadralne poti po notranjih vodah od arhipelaga Chiloé do Magellanovega preliva. Enrique Simpson je namesto tega našel malo koristno FitzRoyjevo karto, ki je leta 1870 ugotovil, da »je Fitzroyev diagram, ki je do te točke povsem natančen [Melinka 43 ° 53 'J], brez vrednosti naprej ...«. Tako se je južno od Melinke Simpson v poznem 18. stoletjih bolj zanašal na skice Joséja de Moralede y Montera. Simpsonov sodobnik Francisco Vidal Gormaz je bil kritičen do vsesplošnega dela FitzRoya in Darwina, ko je izjavil, da nista priznala pomena patagonskih otokov.

## Osebno življenje
Robert FitzRoy je bil poročen dvakrat. Leta 1836 se je poročil z Mary Henrietto O'Brien. Rodili so se jima štirje otroci: Emily-Unah, Fanny, Katherine in Robert O'Brien. Leta 1854 se je po smrti prve žene v Londonu poročil z Marijo Isabello Smyth. Imela sta eno hčer, Lauro Elizabeth.

## Spomini
Spomenik FitzRoyu je postavljen na vrhu metamorfnega izrastka ob kupoli Bahia Wulaia sredi Isla Navarino, v čilskem delu otočja Tierra del Fuego, Južna Amerika. Predstavljen je bil ob njegovi dvestoletnici (2005) in v spomin na njegov pristanek 23. januarja 1833 v zalivu Wulaia. Še en spomenik, tudi predstavljen ob dvestoletnici, spominja na njegov pristanek na rtu Horn 19. aprila 1830.
Gora Fitz Roy (Argentina – Čile, na skrajnem jugu celine) je po njem poimenoval argentinski znanstvenik in raziskovalec Francisco Moreno. Visoka je 3440 m. Staroselci je niso poimenovali in so za ta in druge vrhove uporabljali besedo chaltén (kar pomeni 'kadeča gora'). Reko Fitzroy na severu Zahodne Avstralije je po njem poimenoval poročnik John Lort Stokes, ki je takrat poveljeval HMS Beagle (prej ji je poveljeval FitzRoy). Po njem je poimenovana južnoameriški iglavec Fitzroya cupressoides, pa tudi Delphinus fitzroyi, vrsta delfinov, ki jo je Darwin odkril med potovanjem na krovu Beagle. Po njem se imenujejo tudi Fitzroy na Falklandskih otokih in Port Fitzroy na Novi Zelandiji.
Po njem je bila poimenovana fregata v drugi svetovni vojni HMS Fitzroy (K553), prav tako vremenska ladja Admiral Fitzroy (nekdanji HMS Amberley Castle). Leta 2010 je novozelandski Nacionalni inštitut za raziskave vode in atmosfere (NIWA) v njegovo čast imenoval svoj novi IBM-ov superračunalnik FitzRoy.
4. februarja 2002, ko je bilo morsko območje napovedi ladijskega prometa Finisterre preimenovano, da bi se izognili zmedi z (manjšim) francoskim in španskim istoimenskim napovednim območjem, je novo ime, ki ga je izbral britanski meteorološki urad, FitzRoy, v počastitev ustanovitelja.
Stavba Fitzroy na Univerzi v Plymouthu, ki jo uporablja Šola za znanost o zemlji, oceanu in okolju je poimenovana po njem.
Na FitzRoyjevi hiši na Onslow Square v Londonu 38 je modra plošča.
Na dve znamki Royal Mail za Falklandske otoke in sveto Heleno so se spomnili viceadmirala Roberta FitzRoya.
Otok Fitzroy v Queenslandu v Avstraliji je poimenovan po FitzRoyu, prav tako reka Fitzroy in nato naselje Fitzroy Crossing v Zahodni Avstraliji.

## V popularni kulturi
BBC je leta 1978 posnel z BAFTA nagrajeno televizijsko serijo z naslovom Potovanje Charlesa Darwina, kjer je kapitana Roberta Fitzroya igral igralec Andrew Burt z Malcolmom Stoddardom kot Darwinom z zgodbo, ki je sledila zgodovinski interakciji med Darwinom in FitzRoyem pred in po njihovem času. skupaj na HMS Beagle.
Leta 1997 je bila na Univerzi v Readingu prvič izvedena predstava Julija Aykroyda FitzRoy.  Od takrat je bila izvedena pod naslovom Noj in delfin - s sklicevanjem na Darwinovega nanduja in temnega pisanega delfina (Lagenorhynchus obscurus), ki ga je Darwin poimenoval Delphinus fitzroyi -, preden je bil oktobra 2013 objavljen kot Darwin & FitzRoy.
Roman argentinske pisateljice Silvije Iparraguirre z naslovom Tierra del Fuego je izšel leta 2000. Ponavlja zgodbo o Fitzroyjevem poskusu s 'civilizacijo' Jamanov z vidika izmišljenega pripovedovalca, britansko-argentinskega Jacka Guevarre. Roman je prejel nagrado Sor Juana de la Cruz, v angleščino pa ga je prevedel Hardie St. Martin.
Leta 2005 je izšel roman Harryja Thompsona z naslovom This Thing of Darkness (v ZDA je bil objavljen leta 2006 pod naslovom To the Edge of the World). Zgodba romana je spremljala življenje FitzRoya, Darwina in drugih, povezanih z ekspedicijami z Beagle, sledila jim je med leti 1828 in 1865. Bil je nominiran na dolgem seznamu za nagrado Man Booker 2005 (čeprav je Thompson november 2005 umrl).
Roman Darwinove sanje avtorja Seana Hoadeja je bil objavljen leta 2008 in ponovno v novi izdaji leta 2016. Roman se začne s prvim srečanjem Darwina in FitzRoya in konča z Darwinovim obvestilom o samomoru FitzRoyja. Zaplet je prepleten z izmišljenimi 'sanjami', ki si predstavljajo, kakšen bi bil svet, če bi bile ideje evolucijskih mislecev skozi tisočletja dobesedno resnične. Sanje tudi kažejo, kako se je Darwinova podzavest ukvarjala z glavnimi temami v njegovem življenju, kot sta smrt njegove ljubljene hčerke Annie in njegovo vseživljenjsko prijateljstvo in rivalstvo s FitzRoyem.
Predstavo Darwins Kapten je Henning Mankell objavil leta 2009, svetovno premiero pa je doživela leta 2010 v Kraljevskem dramskem gledališču v Stockholmu. Gre za Darwina in njegovo pot z Beagle: mnogo let po petletnem potovanju Darwin prejme sporočilo, da je njegov kapitan na ladji FitzRoy storil samomor. Predstava prikazuje recepcijo Darwinovih odkritij in posledice zastopanja do obstoječih idej v svetu, ki temelji na veri v Boga kot edinega stvarnika življenja.